# José Gomes Ferreira (jornalista)
José Gomes Ferreira (Tomar, Serra, Vale da Lage, 1964) é um jornalista de economia português.

## Biografia
Nasceu e viveu a infância e adolescência em Vale da Lage (freguesia da Serra, concelho de Tomar), aldeia em que, até aos seus 14 anos, em 1978, não existia eletricidade. Segundo a sua própria descrição, o seu avô paterno era agricultor e recebia a sua pensão na Casa do Povo local.
É licenciado em Comunicação Social pelo Instituto Superior de Ciências Sociais e Políticas da Universidade Técnica de Lisboa.
Em 1988, foi coautor de Os Informadores Passivos, um estudo sobre a dependência informativa em Portugal. Mais tarde, assumiu funções de jornalista da revista de economia "Classe" e da TSF Rádio Jornal, onde também foi subeditor. Foi subeditor de Economia no jornal diário "Público".
É, desde 1992, jornalista da SIC, onde foi editor de Economia entre 1998 e 2001. De 2001 a 2016, desempenhou a função de subdiretor de informação da SIC.
Atualmente, é Diretor-Adjunto de Informação da SIC.
É apresentador do programa Negócios da Semana, SIC Notícias, e comentador em noticiários do canal.

## Publicações
- Factos Escondidos da História de Portugal, Oficina do Livro, Maio de 2021
- A Vénia de Portugal ao Regime dos Banqueiros, Oficina do Livro, Setembro de 2017.
- Carta a um Bom Português, Livros d'Hoje, Outubro de 2014.
- O Meu Programa de Governo, Livros d'Hoje, Julho de 2013.